# Řečany nad Labem

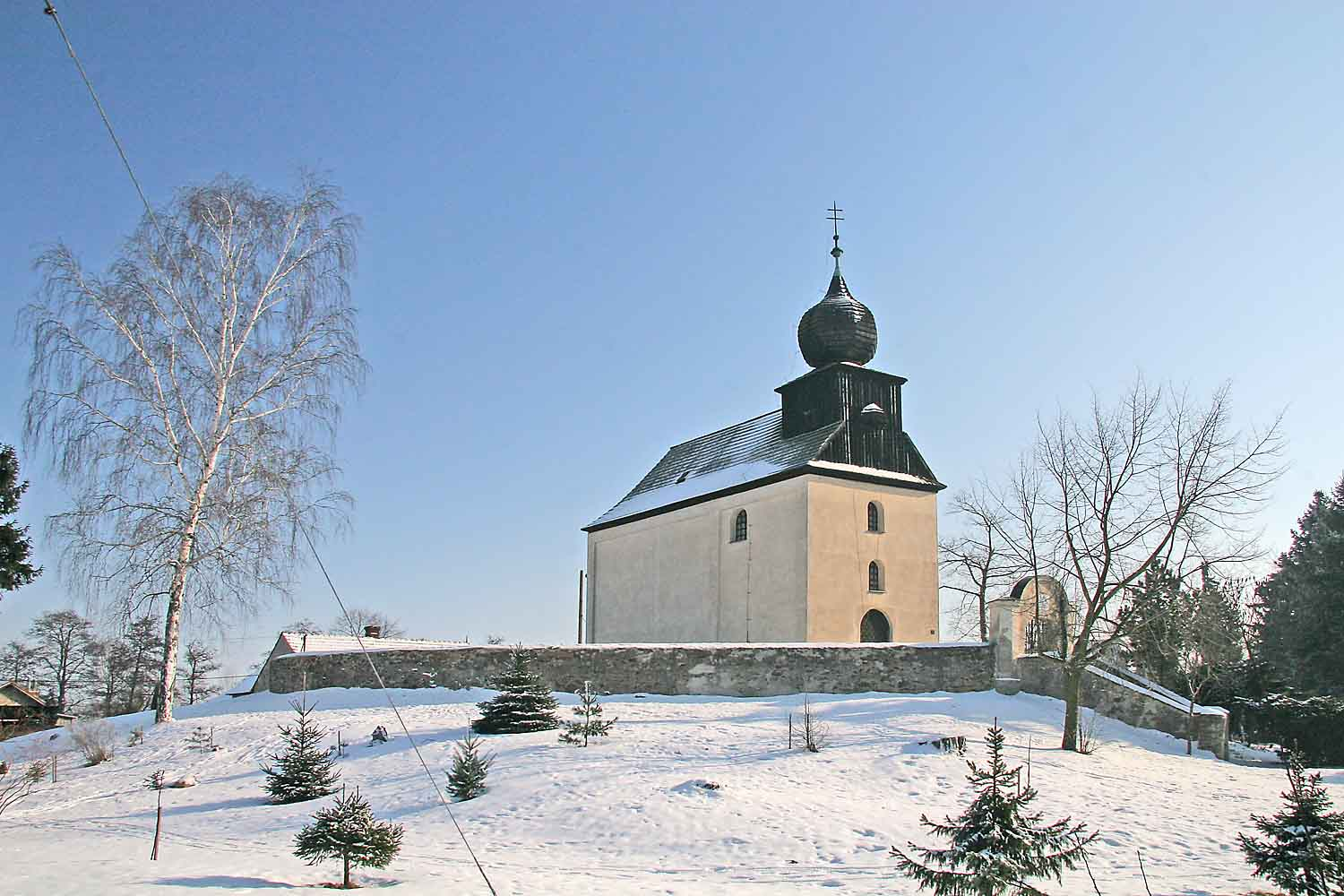
Kirche St. Maria Magdalena

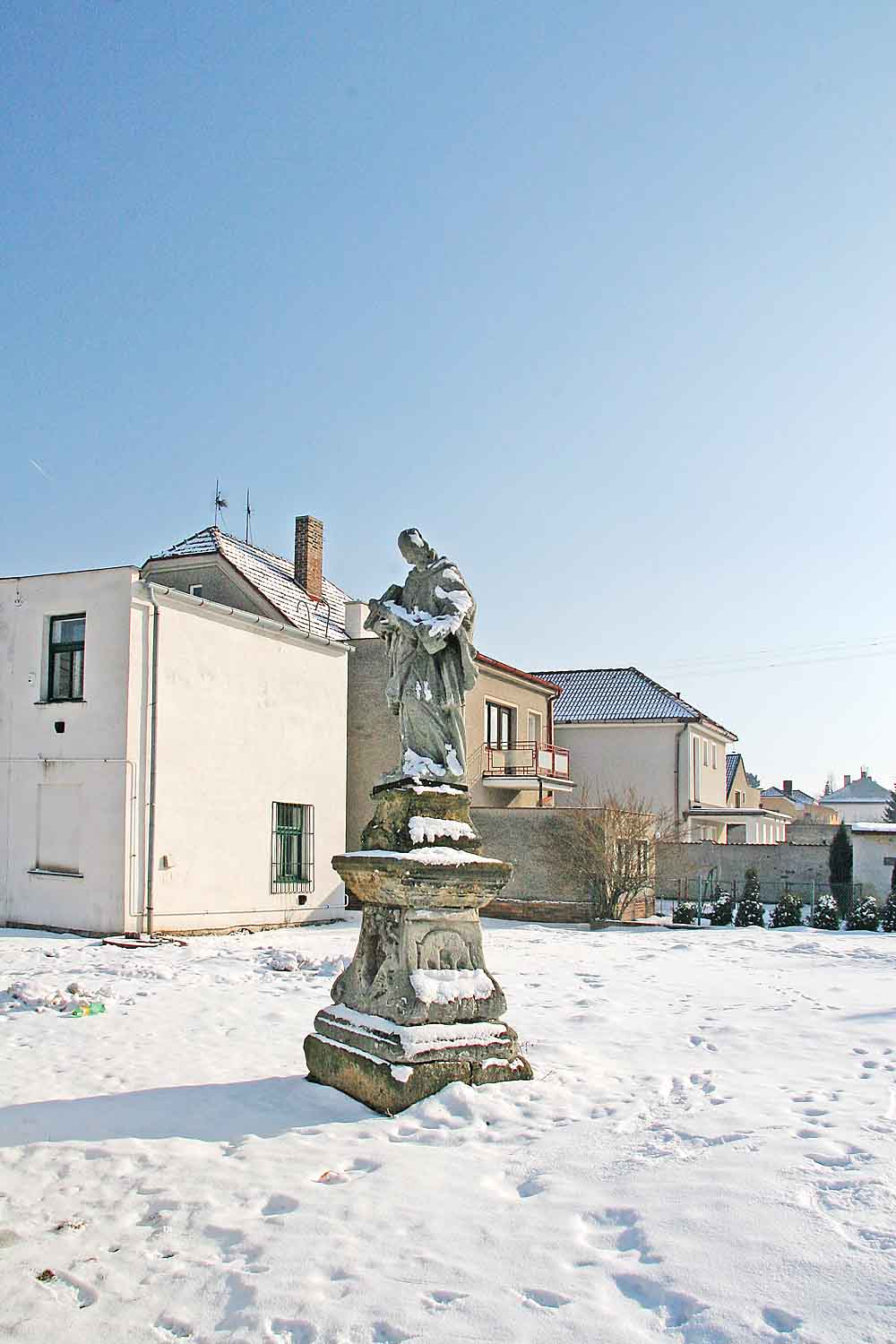
Statue des hl. Johannes von Nepomuk

Řečany nad Labem, bis 1924 Řečany (deutsch Retschan an der Elbe), ist eine Gemeinde in Tschechien. Sie liegt sechs Kilometer westlich von Přelouč und gehört zum Okres Pardubice.

## Geographie
Řečany nad Labem befindet sich am nördlichen Fuße der zum Eisengebirge gehörigen Chvaletická hornatina (Chwalletitzer Hochland) in den Elbauen. Am südlichen Ortsrand verlaufen die Bahnstrecke Česká Třebová–Praha und die Staatsstraße II/322 zwischen Týnec nad Labem und Přelouč. Östlich des Dorfes fließt der Bach Spytovický potok. Zwei Kilometer südwestlich steht das Kraftwerk Chvaletice. 
Nachbarorte sind Na Samotě, U Mostu, U Labe, Kladruby nad Labem und Josefov im Norden, Cihelna, Semínská Vrata und Semín im Nordosten, Labětín und Lhota im Osten, Škudly, Kozašice und Spytovice im Südosten, Morašice, Pazderný Mlýn und Zdechovice im Süden, Mazánkova Hájenka, Strážník und Hornická Čtvrť im Südwesten, Trnávka im Westen sowie Labské Chrčice, Selmice und V Mošnicích im Nordwesten.

## Geschichte
Řečany wurde wahrscheinlich in der Mitte des 12. Jahrhunderts gegründet. Auf dem Hügel über den Elbmäandern, auf dem die Kirche angelegt wurde, soll sich eine heidnische Opfer- und Begräbnisstätte befunden haben. Am 14. November 1165 weihte der Prager Bischof Daniel die Marienkirche in Anwesenheit des Königs Vladislav II., der Königin Judith, Höflingen aus Böhmen, Baiern und Thüringen, des Kastellans Predbok von Čáslav als Gründer der Kirche sowie drei Zisterziensern der Abtei Sedletz, die das Patronat über die Kirche übernahm. Der König stattete die Kirche dabei mit edlen Gewändern und Messgeschirr aus.
Die erste urkundliche Erwähnung von Řečňany erfolgte im Jahre 1289. Im Laufe der Zeit wurde das Dorf Řečeňany, Řečejany, Řečjany und schließlich Řečany genannt. Am 24. Oktober 1407 wurde die Kirche durch Bischof Wenzel Nikopolsky der hl. Maria Magdalena neu geweiht. Seit dem 15. Jahrhundert gehörte Řečany zum königlichen Gut Zdechovice. 1515 gelangte die Herrschaft Zdechovice mit den Dörfern Zdechovice, Telčice, Chvaletice, Trnávka, Řečany, Labětín und Spytovice im Zuge eines Vergleichs mit Zdeniek Lev von Rosental an diesen als Schuldausgleich. 1722 kaufte Karl Josef Graf von Paar die Zdechovicer Güter von Leopold von Věžník. 1737 fand der Zdechovicer Pfarrer Prohaska unter einem Altarstein der Kirche ein bleiernes Behältnis mit Reliquien und einer lateinischen Schrift, die der Bischof Daniel bei der Kirchweihe dort beigesetzt hatte. Nach Erlass des Toleranzpatents von 1781 bildete sich in Řečany eine evangelische Gemeinde, die zum Pastorat Trnávka gehörte. 1823 wurde für das Hofgestüt Kladrub an der Fischerhütte eine hölzerne Fahrbrücke über die Elbe angelegt. 
Im Jahre 1835 bestand das im Chrudimer Kreis gelegene Dorf Řetschan, auch Řečan bzw. Řečány genannt, aus 60 Häusern, in denen 355 Personen lebten. Die Einwohner waren fast ausschließlich Protestanten; 60 Familien waren Augsburgischen Bekenntnisses, weitere 13 Familien reformiert. Im Ort gab es die katholische Filialkirche der hl. Maria Magdalena und ein Wirtshaus. Abseits lag ein einschichtiges Fischerhaus an der Elbe bei der Fußgängerüberfuhr, daneben befand sich die Fahrbrücke des Hofgestüts Kladrub. Katholischer Pfarrort war Zdechowitz, das evangelische Pastorat war in Trnawka. Bis zur Mitte des 19. Jahrhunderts blieb Řetschan dem Allodialgut Zdechowitz untertänig.
Nach der Aufhebung der Patrimonialherrschaften bildete Řečany ab 1849 eine Gemeinde im Gerichtsbezirk Přelauč. Ab 1868 gehörte das Dorf zum Bezirk Pardubitz. 1881 vereinbarten die Gemeinden Řečany und Labětín den Bau einer gemeinsamen Schule, die im April 1883 eröffnet wurde. Der amtliche Gemeindename wurde 1924 in Řečany nad Labem geändert. 1949 wurde die Gemeinde dem Okres Přelouč zugeordnet. Dieser wurde im Zuge der Gebietsreform von 1960 aufgehoben, seitdem gehört Řečany nad Labem zum Okres Pardubice. 1961 wurden Labětín und Trnávka eingemeindet. Trnávka löste sich zu Beginn des Jahres 1993 von Řečany nad Labem los und bildete eine eigene Gemeinde. Seit 2011 führt die Gemeinde ein Wappen und Banner.

## Gemeindegliederung
Die Gemeinde Řečany nad Labem besteht aus den Ortsteilen Labětín (Labietin) und Řečany nad Labem (Retschan an der Elbe), die zugleich auch Katastralbezirke bilden. Zu Řečany nad Labem gehören zudem die Einschichten Na Samotě und U Labe (Fischerhütte).

## Sehenswürdigkeiten
- Kirche St. Maria Magdalena, der 1165 geweihte ursprünglich romanische Bau wurde später barock umgestaltet
- barocke Statue des hl. Johannes von Nepomuk
- Gedenkstein für die Gefallenen des Ersten Weltkrieges
- Meilenstein am Abzweig der Straße Pardubice - Týnec nad Labem bei Labětín
- zahlreiche abgeworfene Elbmäander, der Votoka bei Labětín ist als Naturdenkmal Labské rameno Votoka geschützt. Mit dem nördlich der Kirche gelegenen Houšovec (Hauschowetz) sind mehrere Sagen verbunden. Zum einen die von der versunkenen Glocke St. Johann, die ein protestantischer Grundherr gegen einen Jagdhund eingetauscht haben soll; zum anderen soll während des Ersten Schlesischen Kriegs die über den Altarm führende hölzerne Brücke zusammengebrochen sein, als preußischen Truppen bei ihrem Rückzug darüber zogen, wobei mehrere Wagen und Soldaten im tiefen Wasser versanken.

## Söhne und Töchter der Gemeinde
- Marcella Marboe-Hrabincová (* 1946), Schriftstellerin